# Орляк (Мъгленско)
Орляк е бивше село в Егейска Македония на територията на дем Мъглен (Алмопия), Гърция.

## География
Селото е било разположено южно от Тушин, на пътя от Фущани за Нъте. Местността продължава да носи името Орляк.

## История
Селото се разпада поради разбойнически нападения и селяните постепенно търсят убежище по-високо, като така основават Тушин. Според преданието Тушин е основано от някой си Туши от Орляк.